# Burgruine Sichtenberg
Die Burgruine Sichtenberg ist die Ruine einer Höhen- und Spornburg südlich von Schollach im Bezirk Melk im Mostviertel in Niederösterreich.

## Lage
Die Burgruine Sichtenberg liegt im Gebiet der Gemeinde Schollach und befindet sich südwestlich von Groß-Schollach auf einem bewaldeten Bergsporn. Der Roggenbach fließt von Süden bis Norden westlich um den Hügel und die Burg herum.

## Geschichte
Die Anlage scheint bald nach 1200 mehrmals in Urkunden auf, muss aber schon davor bestanden haben. In der Gefolgschaft der Herren von Schalla erscheint um 1170 ein Herr von Sichterberg. Mitte des 13. Jahrhunderts gelangte die Familie der Redler an das Lehen. Um 1540 erlosch das Geschlecht der Redler und Sophie und Christoph von Althan zu Murstetten sowie Klara und Ulrich von Neydegg folgten ihnen nach. Schließlich erwarb Wilhelm von Losenstein, Herr auf Schallaburg, am Ende des 16. Jahrhunderts die Ländereien, während die Burg immer mehr dem Verfall preisgegeben wurde und spätestens im Dreißigjährigen Krieg unbewohnbar wurde.
Seit 2016 bemüht sich ein Verein um die Erhaltung der Burgruine Sichtenberg. Die Ruine ist frei zugänglich, aber in Privatbesitz.

## Architektur
Die auf einer bewaldeten Kuppe liegende Ruine mit einer Fläche von etwa 40 × 40 Metern war ringsum von steilen Hängen umgeben und damit gut geschützt. Im Süden und Osten war ein Halsgraben nötig, der noch heute eine Tiefe von 10 Metern aufweist. Die Zwingermauern waren ohne Fenster ausgeführt und erreichten eine Höhe von 25 Metern, die darin liegende Hochburg verfügte über einen Bergfried im Maß von drei mal drei Metern.
Reste des Bergfriedes (eine hochaufragende Ecke) und ein Teil der Ringmauer mit Schießscharten sind noch erhalten. Reste eines runden Bastionsturmes finden sich noch an einem Ende der Mauer.